# Меньшиков, Георгий Петрович
Георгий Петрович Меньшиков (1893 — 31.05.1967) — советский учёный, лауреат Сталинской премии.

## Биография
В 1923 г. окончил МВТУ, работал во Всесоюзном научно-исследовательском химико-фармацевтическом институте имени С. Орджоникидзе (ВНИХФИ). Был одним из организаторов Отдела алкалоидов (1928). Ученик и сотрудник А. П. Орехова.
В 1932 году выделил из среднеазиатского растения гелиотропа пушистоплодного Heliotropium lasiocarpium алкалоиды гелиотрин и лазиокарпин.
С 1937 года зав. лабораторией фитохимии (лаборатория природных соединений).
В 1939 году защитил докторскую диссертацию по алкалоидам.
Сталинская премия 1947 года — за научные исследования в области химии алкалоидов, завершающиеся работами: «Исследования алкалоидов какалия хастата» и «Исследование алкалоидов трахелантус королкови» (1945).
С 1952 года профессор Института экспериментальной и клинической онкологии АМН СССР, зав. лабораторией химии природных соединений.